# Canal 28 (Nuevo León)
Canal 28 Nuevo León es una televisora pública cultural y social mexicana, operada por el Gobierno del Estado de Nuevo León, que inició sus transmisiones en mayo del año 1982, por la necesidad de contar con un Sistema Integral de Comunicación y Enlace entre los Nuevoleoneses. En la actualidad, es una cadena con cobertura estatal que cuenta con 24 estaciones, siendo su estación principal, XHMNL-TDT, de la ciudad de Monterrey, Nuevo León, México.

## Historia
El Canal 28 inicia sus transmisiones, en los pisos 27 y 28 del Edificio Latino, como repetidor de la Cadena Nacional Televisión Rural de México (TRM). Esta cadena tenía como principal finalidad abatir el analfabetismo, impulsar la educación a nivel medio y promover las actividades del campo. Con el tiempo, los neoleoneses no requerían sino que ya exigían un cambio radical en la programación del Canal Estatal ya que este solo podía transmitir al área metropolitana de Monterrey, Nuevo León.
La Televisión Estatal, adscrita a la Secretaría General de Gobierno, del Estado de Nuevo León, cristalizó el esfuerzo de iniciar transmisiones en vivo con una nueva imagen de Canal 28, en marzo del año 1984, bajo las siglas XHMNL-TV Canal 28, de Nuevo León al alcance de los neoleoneses, con el lema "Esto es televisión, estamos comunicando".
Tras la regionalización del Canal 28, se presentaron nuevos proyectos, nuevos programas de trabajo y por ende nuevas necesidades de recursos humanos y de espacio. Por esto el 14 de mayo del año 1985, se inauguran las instalaciones propias de la televisora, ubicadas en Ave. San Francisco y Loma Grande, en la Colonia Lomas de San Francisco en el municipio de Monterrey cubriendo el área metropolitana y su área conurbada.
A través de los años, Canal 28 siguió con su misión firme de convicción de ser un modelo de televisión pública de carácter alternativo e interés regional, con vocación cultural y social preponderantes.
En el período 2000-2003, la señal de TV Nuevo León, logró ampliar su cobertura al entrar Vía satélite con transmisiones propias a 30 municipios más del Estado de Nuevo León, que sumados al área metropolitana y su zona conurbana, cubre el 98% de la población del Estado de Nuevo León.
No obstante TV Nuevo León, continúa con su firme objetivo de llevar cultura y entretenimiento a la población de Nuevo León y con el apoyo del Gobierno del Estado, en marzo del año 2006, logra concretar su proyecto de transmisión, convirtiéndose en el único medio de comunicación local que cubre con su transmisión, el 100% de su territorio.
Así mismo, en el interés de mantener una vía de comunicación e información con sus connacionales, en agosto del año 2005, la administración gubernamental 2003-2009, firmó un convenio de colaboración con Mexicanal, que permite hacer llegar la señal de TV Nuevo León, a más de un millón de hogares en los Estados Unidos y Canadá a través de DirecTV con producciones de calidad y alto impacto social.
El 15 de marzo del año 2008, se fusionaron los sistemas de Radio y Televisión del Estado de Nuevo León, los cuales debido a la similitud de sus actividades y tecnología de ambos medios, garantizo una mejor calidad de transmisión en sus señales, fortaleciéndose la participación de los estados, consolidándose los buenos contenidos en ambas programaciones y enriqueciéndolas con los convenios nacionales e internacionales que actualmente se manejan individualmente.
En octubre del año 2014, inicia sus pruebas para emitir su canal en señal digital en la madrugada apagando su transmisor análogo para el área metropolitana sin afectar a los canales repetidoras. Desde septiembre del año 2016, se encuentra en instalación los transmisores digitales en sus canales repetidoras y complementarias, que tienen como fecha límite el 31 de diciembre del año 2016 para emitir señal digital de acuerdo a mandato del IFT.
Durante 2020 y 2021, El Gobierno de Nuevo León solicitó al IFT la renuncia de casi todas las estaciones de Canal 28 para la zona fuera de Monterrey, como Agualeguas, Los Aldama, Doctor Coss, García, Apodaca, etc. Esto para unificar su canal mediante repetidoras que serían identificadas con el mismo distintivo de emisora (XHMNL-TDT) y el mismo canal virtual, lo cual fue concedido por el IFT y sus canales externos fueron apagados, siendo reemplazados por las repetidoras del canal principal.

## Estaciones retransmisoras
Por disposición oficial, el IFT ha reservado para todas las estaciones de la cadena, el canal virtual 28, el cual proviene del canal de la estación de origen, XHMNL-TDT.
Actualmente, y debido a cambios solicitados ante el IFT, todas sus estaciones repetidoras fueron apagadas, convirtiéndolas en zonas de sombra, utilizando el mismo distintivo de llamada y canal virtual para sus 23 zonas de sombra y su estación principal
| Distintivo | Canal | Municipio |
| ---------- | ----- | --------- |
| XHMNL-TDT  | 28    | Monterrey |

## Programación

### Noticias 28
Canal 28 Nuevo León produce 30 horas de noticieros a la semana, bajo el nombre Noticias 28, repartiéndose 6 horas diarias de lunes a viernes; si bien genera la menor cantidad de tiempo de los canales de televisión en la localidad, Noticias 28 representa una opción alternativa a los espacios noticiosos de las emisoras privadas.
Noticias 28 AM (07:00 - 09:00)
- Estrella Gracia
- Roberto Uriel

Noticias 28 Mediodía (12:00 - 14:00)
- Susana Valdés Levy

Noticias 28 En Directo (18:00 - 19:00)
- Katy Garza

Reporte final (21:00 - 22:00)
- José Daniel Borrego

Periodistas
- Brenda González Ramírez
- María Mayela Cantú
- Emiliano Contreras

Diálogos Judiciales (Programa informativo que comunica las actividades culturales y sociales que realiza el Poder Judicial del Estado)
- Mauro Zacarías Casimiro

### Programas cancelados

#### Sociales
- Así es la Vida
- Agenda de soluciones
- Vida con energía
- Vida y estilo
- Lissy Postres
- Qué sazón
- Vida Bebé
- Salud y vida
- Mujeralia
- Vida Plena
- Galería del Gourmet

#### Deportes
- Soccer Kids
- Campeones
- Esto es Béisbol
- Todo Deporte
- Todos a Ganar

#### Culturales
- La Otra Tarde
- Café Con Angel
- Reportajes de Alvarado
- Clave 20
- Libro de Nuevo León

#### Entretenimiento
- Viernes Por La Noche
- En la Ciudad
- La licuadora
- Mentes
- Neta Perrillo
- Entre Ellas
- Leyendas de Nuevo León
- ¡Arráncante Compadre!

#### Infantiles
- Atajo 28
- Musiarte
- La Casa de Bely y Beto
- Pipo y sus Amigos
- El Club de Nenemilia
- El Patio de Tolocho y Lochito
- Loka Diversión
- Colorín colorado
- Hu Hu Jungla
- El Mundo de los Torkuatos
- Los Tripayasos

### Programas no originales
- Rutas de Solidaridad | Canal Vasco
- Teknopolis | Canal Vasco
- Prisma | Canal Vasco
- Viajame | Canal Vasco
- Mirada Mágica | Canal Vasco
- Vaya semanita | Canal Vasco
- Magia de Varietés
- Historias de Ferrocarril
- Rutas de Solidaridad
- Teknopolis
- Viajame
- Mirada Mágica
- Oaxaca Gourmet
- Arquitectura
- Las plantas
- Galería de los Grandes Maestros
- Negocios con los 5 sentidos
- Maravillas, mitos y misterios
- El nuevo rincón del sabor
- Nueva generación
- Historias del continente azul
- Naturaleza C.22
- Otros países
- México Nuevo Siglo / Clio
- El lenguaje de los animales